# Black Bank Beach
Black Bank Beach is een strand aan de westkust van het Canadese eiland Newfoundland. Het is een van de zeldzame zandstranden in de provincie Newfoundland en Labrador. Het strekt zich uit over de volledige kustlijn van het dorp Barachois Brook en ligt als dusdanig op korte afstand van de gemeenten St. George's en Stephenville Crossing. Er bevinden zich ook tot wel 9 m hoge duinen, evenals zandbanken die bij laagtij te voet betreedbaar zijn.
Black Bank Beach is een populaire wandel- en zwemlocatie voor mensen uit de wijde omgeving. Er zijn doorheen het jaar vrijwilligers in de weer om het strand schoon te houden door aangespoeld plastic op te ruimen. Sinds 2017 is er ook een groot jaarlijks opruimevenement.

## Provinciaal park
Het strand en omliggende gebied was oorspronkelijk erkend als het Black Bank Provincial Park. Het provinciaal park werd in 1995 echter opgeheven in het kader van besparingsmaatregelen.
Minder dan 50 m achter de kustlijn ligt het traject van de voormalige Newfoundlandse spoorweg. Dit honderden kilometers lange traject is sinds 1997 erkend als het Provinciaal Park Newfoundland T'Railway.

## Dwergplevier
Black Bank Beach is een van de slechts zeven stranden in Newfoundland en Labrador die dienstdoen als broedlocatie van de dwergplevier, een met uitsterven bedreigde strandvogel. Hierdoor is het in het broedseizoen verboden om het strand te betreden met gemotoriseerde voertuigen en moeten honden aan de leiband blijven. Op deze regels worden echter soms inbreuken vastgesteld.

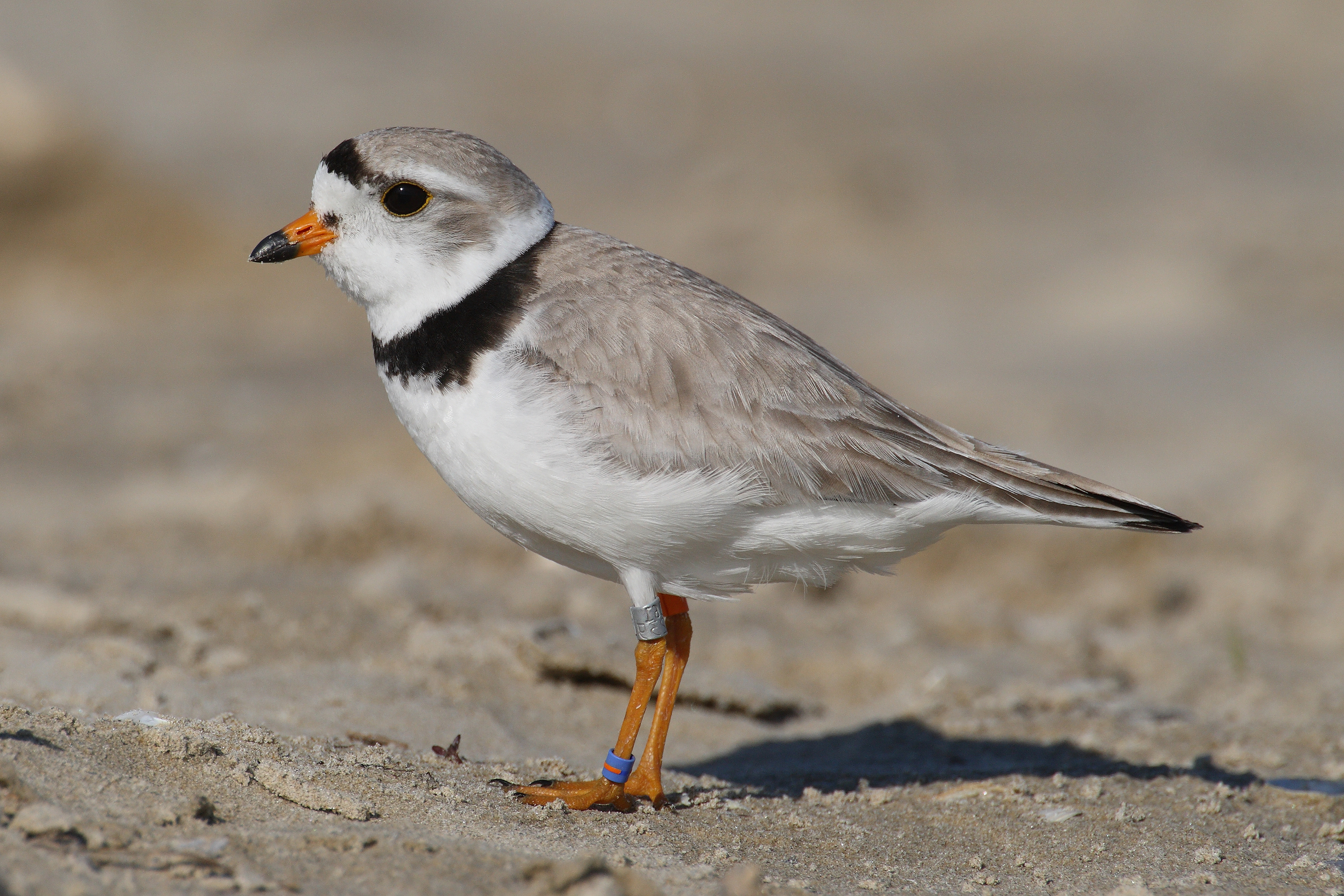
Dwergplevier